# Jan Trepczyk

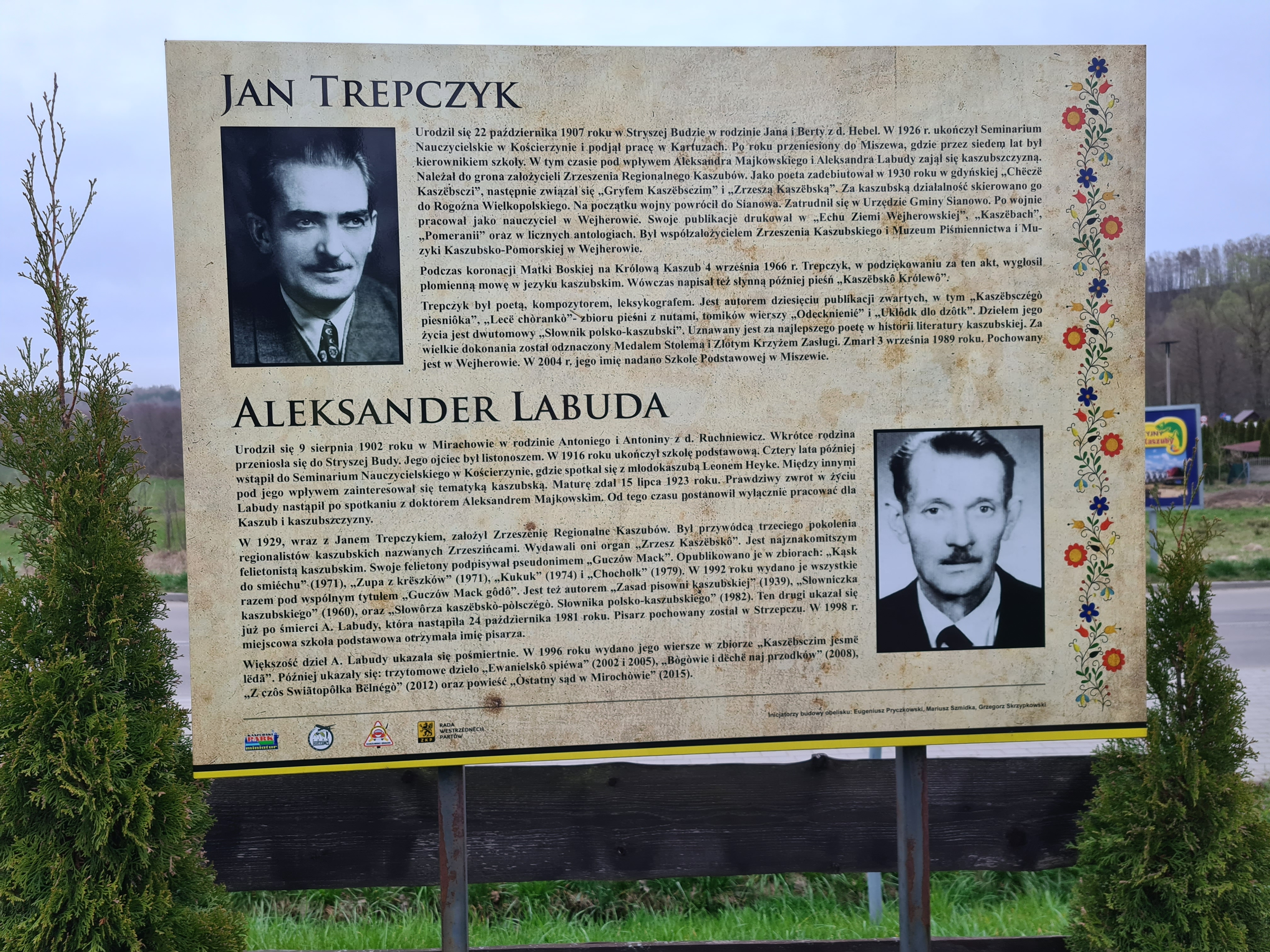
Gedenktafel für Jan Trepczyk und Aleksander Labuda im polnischen Dorf Strysza Buda

Jan Trepczyk (kaschubisch Jón Trepczik; * 22. Oktober 1907 in Nieder Mirchau, Westpreußen, Deutsches Reich; † 3. September 1989 in Wejherowo, Woiwodschaft Danzig, Polen) war ein kaschubischer Dichter, Sänger, Mitglied des Regionalverbandes der Kaschuben in Kartuzy und Pädagoge.

## Leben

### Kindheit und Jugend
Trepczyk wurde in der Ortschaft Nieder Mirchau in der Gegend von Karthaus als das fünfte, jüngste Kind von Jan Trepczyk und Berta Trepczyk, geborene Hebel, geboren. In den Jahren 1914–1921 ging er auf eine Grundschule in Mirchau, zuerst auf Deutsch, dann auf Polnisch. Dort stieß er auf Aleksander Labuda, der seine Interessen an der kaschubischen Kultur erweckte. Ab 1921 wurde er am Staatlichen Männerseminar in Kościerzyna erzogen. Er wurde unter anderem vom kaschubischen Dichter Leon Heyke unterrichtet. Im Jahr 1926 absolvierte er die Schule und nahm eine Stelle als Lehrer in einer Grundschule in Kartuzy an. Ab 1927 lehrte er in Miszewo.
Im Sommer 1928 traf er gemeinsam mit  Aleksander Labuda, Aleksander Majkowski, der sein spiritueller Führer wurde. Zusammen mit  Labuda  und A. Stoltmann, organisierte Trepczyk eine Lehrerkonferenz im folgenden Jahr in Kartuzy, hier wurde der Kaschubische Regionalverband gegründet. Labuda wurde später sein Sekretär. 1930 gab er sein literarisches Debüt in „Chëczy Kaszëbsczi“.
Im Jahr 1934 wurde er durch den Beschluss der Behörden nach Rogoźno versetzt, da ihm separatistische Aktionen vorgeworfen wurden. Auf dieser „Emigration“ veröffentlichte er ein kaschubisches Liederbuch, er veröffentlichte immer noch viel und änderte seine Ansichten über kaschubische Angelegenheiten nicht.

### Zweiter Weltkrieg
1939 kam er nach Tłukawy, wo die deutschen Behörden ihm erlaubten zu bleiben. Im Sommer 1940 kehrte er in die Kaschubei zurück und arbeitete als Kassierer am Kommunalbüro in Sianowo. Er kämpfte bei den polnischen Streitkräfte im Westen Italiens.

### Familie
Im Jahr 1930 heiratete er eine Schwester von Jan Rompski, Aniela geborenen Rompska, mit der er sechs Kinder hatte: Bogusława (* 1930), Świętopełk (* 1931, † 2011), Mirosława (* 1933), Damroka (* 1934), Mestwina (* 1935, † 1943) und Sława (* 1937). Die große Verbundenheit mit der pommerschen Region und die Kenntnis ihrer Geschichte wird durch die Tatsache bestätigt, dass ihre Kinder altslawische Namen erhalten, die typisch für die pommersche Herzöge sind. Im Jahr 1951, nach dem Tod seiner ersten Frau, heiratete er Leokadia Czaja. 1967 zog er sich zurück. Zwei Jahre später zog er in die  Ul. Zwycięstwa, wo er bis zu seinem Tod lebte. Über 20 Jahre arbeitete er dort als Musiklehrer in der Grundschule Nr. 4. Er unterrichtete auch Geographie, Kunst und Mathematik. Edmund Kaminski, Schwiegersohn von Leokadia, arbeitete an seiner Biographie und Arbeit.
Seit seiner Rückkehr nach Polen schloss er sich der kulturellen und sozialen Arbeit in der Kaschubei an. Er schuf Gedichte, Lieder und Theaterstücke. Er hatte keine spezialisierte musikalische Ausbildung, aber er hatte ein ungewöhnliches Talent und einen melodischen Sinn, was seine Werke für den Chor beweisen. In den Jahren 1952–1954 sammelte er kaschubische Folklore in Dörfern und Kleinstädten, er studierte auch die kaschubische Sprache, ihre Varietäten und Wortschatz.
Jan Trepczyk schrieb die letzten Jahre seines Lebens  Gedichte, Lieder und Erinnerungen, veröffentlichte sie, und führte die Gesangsgruppen allein durch, in der Regel in kleinen Gruppen mit seiner Frau, Stieftochter und Schwiegersohn. Er schrieb ein polnisch-kaschubisches Wörterbuch vor und suchte für dieses die Möglichkeit der Veröffentlichung. Er litt an Kehlkopfkrebs, musste einen Stimmverstärker verwenden, und am Ende seines Lebens wurde er von Herpes Zoster angegriffen. Er starb am 3. September 1989 in Wejherowo, wo er auch begraben ist. Er liegt dort mit seiner Frau Leokadia, die am 28. November 1998 fast zehn Jahre später starb, in einem Grab.